# مهرک (پرستار دربار)
مهرک بنابر شاهنامه فردوسی پرستار دیرینه انوشیروان عادل بود، که از کار اخراج شد.
روزی در گفتگوی بین بزرگان با انوشیروان کسی از بزرگان، از انوشیروان می‌پرسد مهرک که سالیان طولانی پرستار دربار بود، چه عملی از او سر زد که از کار اخراج شد؟ انوشیروان پاسخ داد که رفتارش عوض شده بود و همیشه مَست به درگاه می‌آمد و همواره جام‌مَی در دست داشت.
| دگر گفت باهرکسی پادشا       |  | بزرگست وبخشنده و پارسا     |
| پرستار دیرینه مهرک چه کرد   |  | که روزیش اندک شد و روی زرد |
| چنین داد پاسخ که او شد درشت |  | برآن کردهٔ خویش بنهاد پشت   |
| بیامد به درگاه و بنشست مست  |  | همیشه جز از می‌ندارد بدست   |